# Projekt 641
Projekt 641 eller Foxtrot-klass var en ubåtstyp som producerades i Sovjetunionen under 1960-talet. De byggdes för att ersätta de äldre Projekt 611-ubåtarna från 1950-talet som led av svåra brister.
Projekt 641 var en av de sista ubåtarna som byggdes enligt den gamla stilen med båtformat skrov i stället för spolformat, vilket gjorde att hastigheten i undervattensläge var lägre än i övervattensläge. Designen med tre propellrar gjorde också att ubåten var bullrigare än sina västliga motsvarigheter.
På 1970-talet tillverkades ett antal ubåtar för export. Tretton ubåtar exporterades till Indien (Projekt 641I) och tre till Kuba (Projekt 641K). I takt med att ubåtarna började ersättas av Paltus-klassen på 1980-talet såldes även före detta sovjetiska ubåtar på export, bland annat till Polen där de tjänstgjorde in på 2000-talet. Efter Sovjetunionens fall såldes även ubåtar till västländer, oftast som skrot, men ibland i så gott skick att de kunde användas som museifartyg.

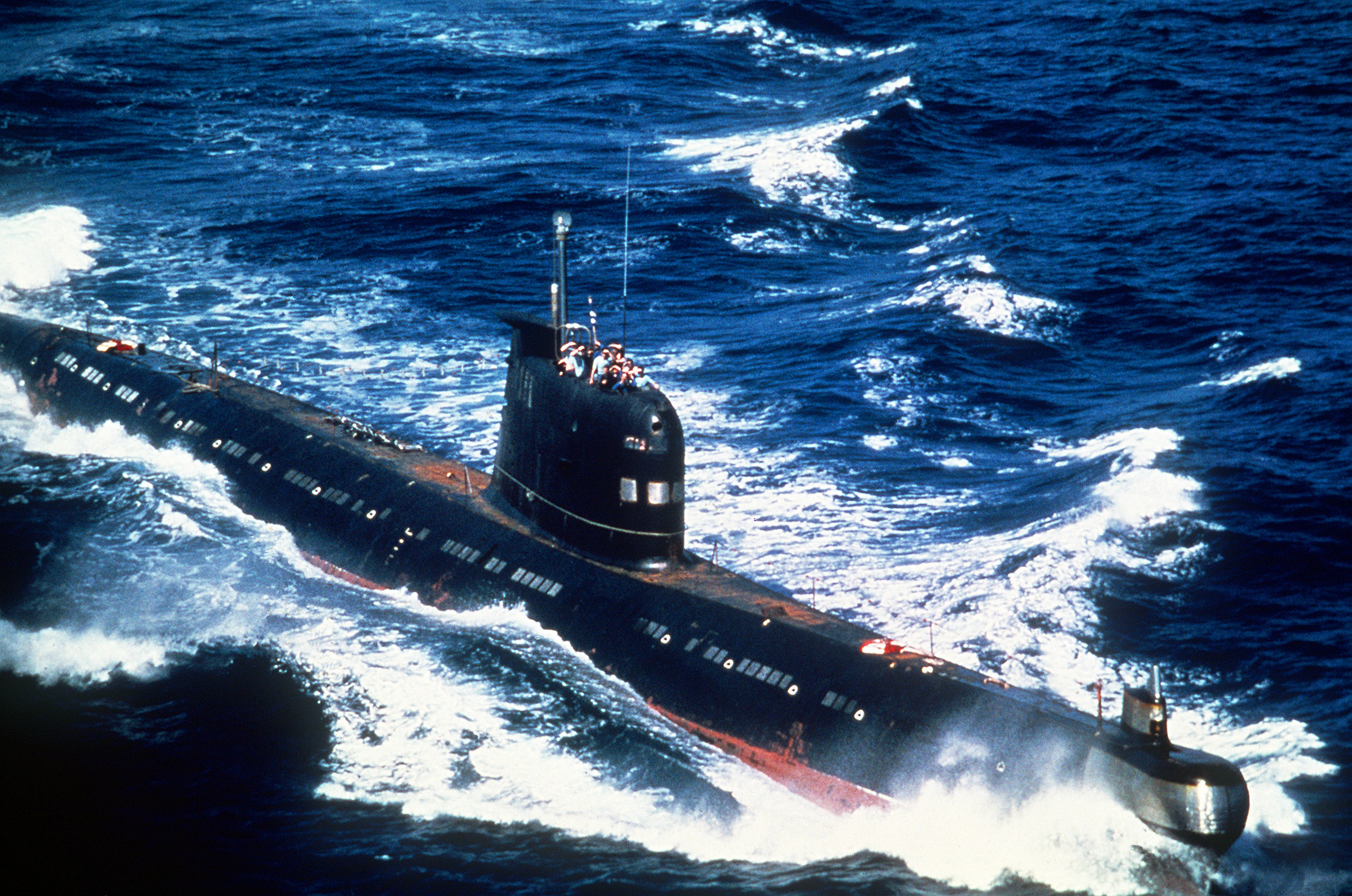
En 641K från Kubas flotta.

## Konstruktion
Ubåten är indelad i sju vattentäta sektioner
1. Främre torpedrum
2. Logement och mäss
3. Kontrollrum
4. Logement och kabyss
5. Dieselmotorrum
6. Elektromotorrum
7. Aktre torpedrum